# Finsch (Mondkrater)
Finsch ist ein sehr kleiner Einschlagkrater im mittleren Bereich des Mare Serenitatis, südsüdöstlich des Kraters Sarabhai. Da er vollständig von der Lava des Mare überdeckt ist, kann man nur einen schattenartigen Umriss erkennen. Krater mit dieser Erscheinungsform werden deshalb auch als Geisterkrater bezeichnet. Benannt wurde der Krater nach dem deutschen Forschungsreisenden und Ornithologen Otto Finsch.